# Пушкинский Край (газета)
«Пушкинский Край» — районная информационная газета, издающаяся в посёлке Пушкинские Горы с 1 марта 1930 года.

## История
Газета «Пушкинский Край» впервые вышла 1 марта 1930 года. Первоначальное имя, данное изданию, — «Пушкинский Колхозник»; тираж газеты — 1700 экземпляров. События, посвящённые выходу новой газеты, освещались в «Псковском Колхознике».
В 24 номере «Пушкинского колхозника» (1930 год) выходит литературная страница «Молодые дни». В феврале 1935 выходит страница «К нему не зарастёт народная тропа», посвящённая А. С. Пушкину; номер, вышедший 7 июня 1935 года был полностью посвящён жизни и творчеству поэта.
В июне 1941 года в связи с оккупацией Пушкинских Гор издание газеты было приостановлено до 4 сентября 1944 года, когда «Пушкинский Колхозник» вышел тиражом 1500 экземпляров.
В 1967 году название газеты заменено на «Пушкинский Край».
В 1980-х годах тираж возрастает до 3500 экземпляров, газета начинает выходить три раза в неделю.
С 1996 года должность редактора газеты занимает Александр Большаков.
По состоянию на 2010 год «Пушкинский край» выходит 2 раза в неделю (вторник и пятница) тиражом 1510 экземпляров.